# ビタミン欠乏症
ビタミン欠乏症（ビタミンけつぼうしょう）とは、ビタミンの不足によって起こる症状の総称である。摂取総カロリーが欠乏しがちな発展途上国のみならず先進国においても問題となっている。

## 分類

### 脂溶性ビタミン

#### ビタミンA欠乏症
- 症状
夜盲症
皮膚・粘膜などの乾燥化：眼球乾燥症、ビトー斑、視力低下、失明、毛包周囲の角化、角膜軟化症など。
原発性ビタミンA欠乏症：通常は長期の摂食不足によって発症。南アジア、東アジアなどのカロテンを欠いた米を主食とする地域特有のものである。
続発性ビタミンA欠乏症：

- 治療：欠乏ビタミンを3000 - 10000IU/日内服

#### ビタミンD欠乏症
- 症状
くる病
骨軟化症

- 治療：1α-OH-D3を1 - 2μg/日内服

#### ビタミンE欠乏症
- 症状
溶血性貧血
歩行不調
位置感覚障害
未熟児で浮腫、脱毛

- 治療：欠乏ビタミンを10 - 300mg/日内服

#### ビタミンK欠乏症
- 症状
出血傾向、新生児メレナ

- 治療：欠乏ビタミンを10 - 50mg/日筋注

### 水溶性ビタミン

#### ビタミンB1欠乏症
- 症状
脚気、ウェルニッケ脳症（意識障害、精神障害）、手足のしびれ、腰痛など反射神経の異常、食欲不振、消化不良、下痢

- 治療：欠乏ビタミンを10 - 100mg/日内服もしくは100 - 200mg/日静注

#### ビタミンB2欠乏症
- 症状
口角炎、口唇炎、口内炎、舌炎、羞明、流涙、脂漏性皮膚炎 、てんかん、目や舌、唇の粘膜異常、肌荒れ、髪のトラブル

- 治療：欠乏ビタミンを30 - 50mg/日内服

#### ビタミンB6欠乏症
- 症状
貧血、多発性末梢神経炎、脂漏性皮膚炎、口角炎、舌炎 、てんかん、神経過敏、眠れない、胃がただれる

- 治療：欠乏ビタミンを5 - 100mg/日内服

#### パントテン酸欠乏症
- 症状
四肢のしびれ感、足の灼熱感

- 治療：欠乏ビタミンを50 - 100mg/日内服

#### ナイアシン（ビタミンB3）欠乏症
- 症状
ペラグラ（皮膚炎、下痢、認知症）

- 治療：ニコチン酸アミドを50 - 200mg/日内服、ニコチン酸を10 - 100mg/日皮下、筋肉内又は静脈内注射[2]

#### 葉酸欠乏症
- 症状
巨赤芽球性貧血（悪性貧血）、下痢、舌炎、胎児（神経管閉鎖障害）二分脊椎症

- 治療：欠乏ビタミンを10 - 20mg/日内服

#### ビタミンB12欠乏症
- 症状
巨赤芽球性貧血（悪性貧血）、ハンター舌炎、末梢神経炎、亜急性連合脊髄変性症 、だるさ、めまい、動悸、息切れのほか、手足のしびれや精神的落ち込み

- 治療：欠乏ビタミンを1mg筋注

#### ビオチン欠乏症
- 症状
乾癬、アトピー性皮膚炎、掌蹠膿疱症性骨関節炎、糖尿病、免疫不全症諸病、脂漏性皮膚炎、舌炎、筋肉痛、悪心、嘔吐

- 治療

栄養型ビオチン欠乏症  欠乏ビタミンを9mg - 12mg/日（血中半減期が3時間のため1日3等分に分けて内服）L-アスコルビン酸、パントテン酸、ミヤBM細粒3g
先天性ビオチン欠乏症  欠乏ビタミンを5mg - 20mg/日（血中半減期が3時間のため1日3等分に分けて内服）

#### ビタミンC欠乏症
- 症状
壊血病（小児の場合はメラー・バロウ病）

- 治療：欠乏ビタミンを50 - 2000mg/日内服